# Абдул Фатах Юніс
Абдул Фатах Юніс (араб. عبد الفتاح يونس; нар. 1944, Джебель-Ахдар — пом.28 липня 2011, Бенґазі) — колишній міністр внутрішніх справ Лівії та генерал, його часто називали «номером 2» в лівійській ієрархії. Пішов у відставку 22 лютого 2011 у відповідь на криваве придушення масових протестів, а також закликав війська примкнути до протестувальників та їхніх «законних вимог».
В розмові з Джоном Сімпсоном (англ.) 25 лютого припустив, що Муаммар Каддафі буде боротися до смерті, або вчинить самогубство.
Загинув 28 липня 2011 року за нез'ясованих обставин у Бенґазі. В інформаційних повідомленнях ішлося про те, що загиблий командувач був під підозрою щодо можливих таємних зв'язків із силами, що виступають на підтримку полковника Каддафі. Кілери вбили не тільки самого командувача, але й його помічників полковника Мухаммеда Хаміса і Насіра аль-Мадхкура, що підтвердив глава перехідного уряду.